# ليونيل ليندسي
ليونيل ليندسي (بالإنجليزية: Lionel Lindsay)‏ هو نقاش ‏ ورسام أسترالي، ولد في 17 أكتوبر 1874 في Creswick, Victoria ‏ في أستراليا، وتوفي في 22 مايو 1961 في ملبورن في أستراليا.